# Quarré-les-Tombes
Quarré-les-Tombes és un municipi francès, situat al departament del Yonne i a la regió de Borgonya - Franc Comtat. L'any 2007 tenia 716 habitants.

## Demografia

### Població
El 2007 la població de fet de Quarré-les-Tombes era de 716 persones. Hi havia 312 famílies, de les quals 112 eren unipersonals (56 homes vivint sols i 56 dones vivint soles), 104 parelles sense fills, 80 parelles amb fills i 16 famílies monoparentals amb fills.
La població ha evolucionat segons el següent gràfic:
Habitants censats

### Habitatges
El 2007 hi havia 518 habitatges, 334 eren l'habitatge principal de la família, 132 eren segones residències i 52 estaven desocupats. 470 eren cases i 41 eren apartaments. Dels 334 habitatges principals, 255 estaven ocupats pels seus propietaris, 58 estaven llogats i ocupats pels llogaters i 21 estaven cedits a títol gratuït; 8 tenien una cambra, 23 en tenien dues, 61 en tenien tres, 96 en tenien quatre i 145 en tenien cinc o més. 217 habitatges disposaven pel capbaix d'una plaça de pàrquing. A 166 habitatges hi havia un automòbil i a 101 n'hi havia dos o més.

### Piràmide de població
La piràmide de població per edats i sexe el 2009 era:
| Homes | Edats   | Dones |
| ----- | ------- | ----- |
| 0     | 95 o +  | 0     |
| 0     | 90 a 94 | 8     |
| 4     | 85 a 89 | 16    |
| 4     | 80 a 84 | 16    |
| 24    | 75 a 79 | 40    |
| 24    | 70 a 74 | 28    |
| 36    | 65 a 69 | 32    |
| 20    | 60 a 64 | 24    |
| 12    | 55 a 59 | 12    |
| 32    | 50 a 54 | 20    |
| 32    | 45 a 49 | 16    |
| 20    | 40 a 44 | 20    |
| 32    | 35 a 39 | 12    |
| 20    | 30 a 34 | 28    |
| 16    | 25 a 29 | 16    |
| 24    | 20 a 24 | 12    |
| 8     | 15 a 19 | 12    |
| 28    | 10 a 14 | 12    |
| 24    | 5 a 9   | 20    |
| 20    | 0 a 4   | 8     |

## Economia
El 2007 la població en edat de treballar era de 404 persones, 290 eren actives i 114 eren inactives. De les 290 persones actives 264 estaven ocupades (149 homes i 115 dones) i 26 estaven aturades (12 homes i 14 dones). De les 114 persones inactives 42 estaven jubilades, 25 estaven estudiant i 47 estaven classificades com a «altres inactius».

### Ingressos
El 2009 a Quarré-les-Tombes hi havia 321 unitats fiscals que integraven 695 persones, la mediana anual d'ingressos fiscals per persona era de 15.566 €.

### Activitats econòmiques
Dels 59 establiments que hi havia el 2007, 4 eren d'empreses alimentàries, 3 d'empreses de fabricació d'altres productes industrials, 10 d'empreses de construcció, 13 d'empreses de comerç i reparació d'automòbils, 3 d'empreses de transport, 8 d'empreses d'hostatgeria i restauració, 1 d'una empresa d'informació i comunicació, 1 d'una empresa financera, 1 d'una empresa immobiliària, 3 d'empreses de serveis, 9 d'entitats de l'administració pública i 3 d'empreses classificades com a «altres activitats de serveis».
Dels 19 establiments de servei als particulars que hi havia el 2009, 1 era una gendarmeria, 1 oficina de correu, 1 una oficina bancària, 3 tallers de reparació d'automòbils i de material agrícola, 3 paletes, 1 guixaire pintor, 3 fusteries, 1 lampisteria, 2 electricistes, 1 perruqueria, 1 veterinari i 1 restaurant.
Dels 7 establiments comercials que hi havia el 2009, 2 eren botiges de menys de 120 m², 1 una botiga de menys de 120 m², 2 carnisseries, 1 una llibreria i 1 una botiga de material de revestiment de parets i terra.
L'any 2000 a Quarré-les-Tombes hi havia 27 explotacions agrícoles que ocupaven un total de 1.744 hectàrees.

## Equipaments sanitaris i escolars
L'únic equipament sanitari que hi havia el 2009 era una farmàcia.
El 2009 hi havia 1 escola maternal i 1 escola elemental.

## Poblacions més properes
El següent diagrama mostra les poblacions més properes.